# Severiano Goiburu
 (septembre 2014).
Si vous disposez d'ouvrages ou d'articles de référence ou si vous connaissez des sites web de qualité traitant du thème abordé ici, merci de compléter l'article en donnant les références utiles à sa vérifiabilité et en les liant à la section « Notes et références ».
Pour les articles homonymes, voir Goiburu.
Severiano Goiburu Lopetegi, né le 8 novembre 1906 à Pampelune (Navarre, Espagne) et mort le 31 juillet 1982 dans la même ville, est un footballeur international espagnol et un pelotari. Il est aussi entraîneur de football.

## Biographie

### Clubs
Severiano Goiburu se forme dans sa ville natale de Pampelune. Entre 1925 et 1931, il joue avec Osasuna. Il devient le premier footballeur d'Osasuna à jouer en équipe d'Espagne.
Il joue au FC Barcelone entre 1931 et 1934, puis au Valence CF entre 1934 et 1941.

### Équipe nationale
Severiano Goiburu joue 12 fois avec l'équipe d'Espagne et marque 5 buts.

### Pelote basque
Après avoir mis un terme à sa carrière de footballeur, il se consacre à la pelote basque dans les modalités de cesta punta et pala. Il parvient même à décrocher un titre de champion d'Espagne amateur en 1945 dans la modalité de pala, puis en 1946 deux autres titres.